# Dorfkirche Lipten

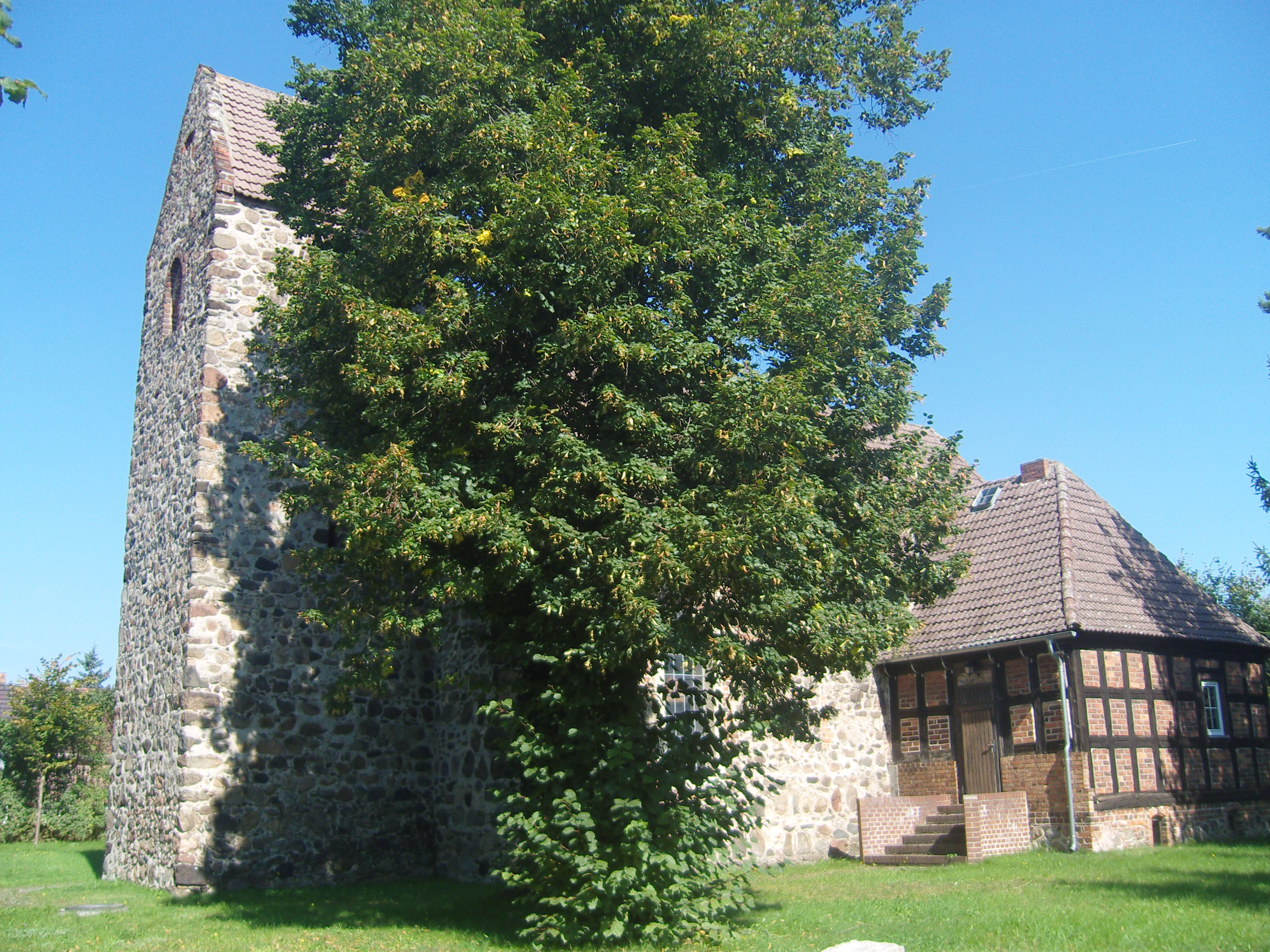
Dorfkirche Lipten (2010)

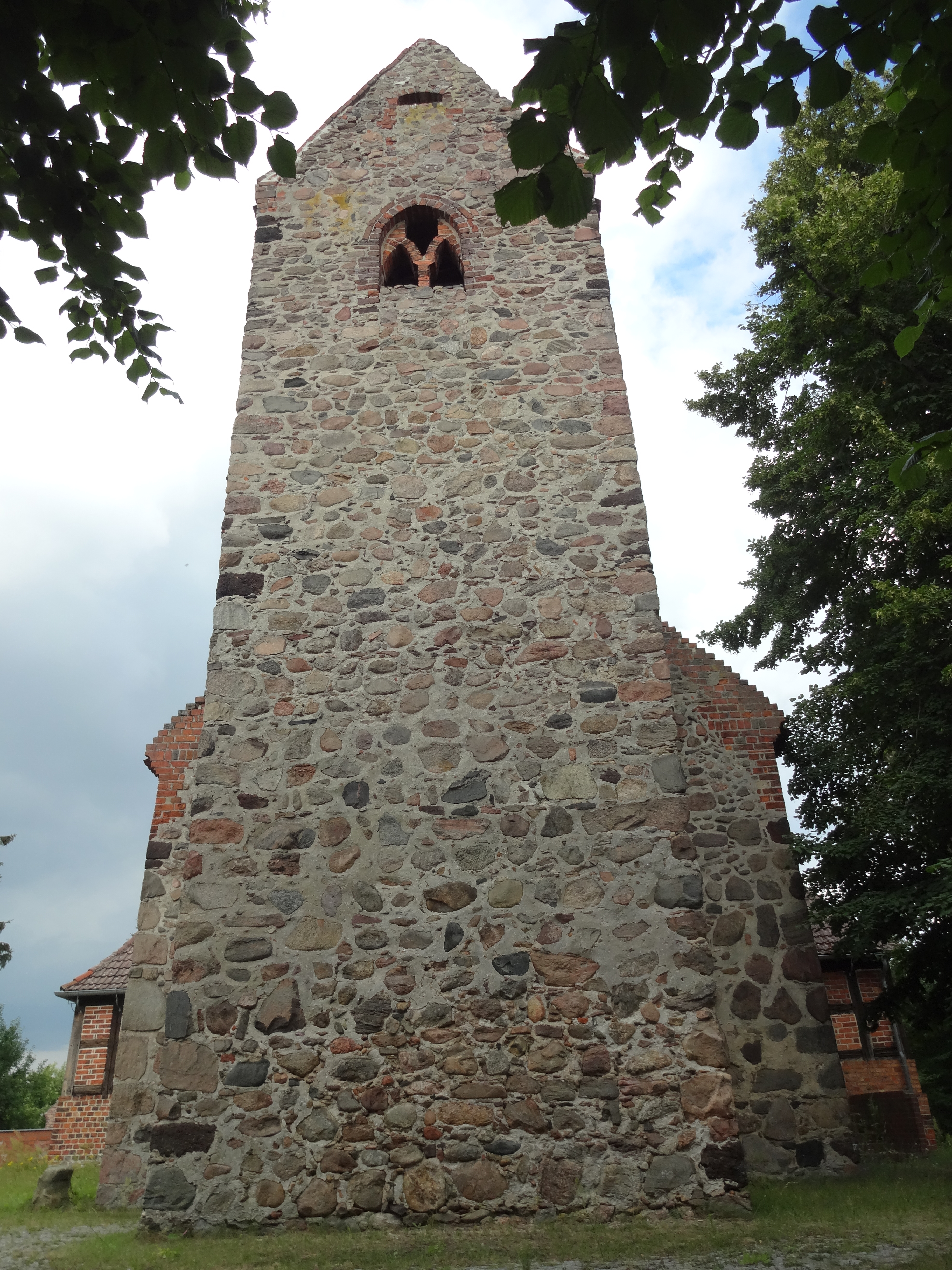
Turm der Dorfkirche Lipten (2019)

Die Dorfkirche Lipten ist das Kirchengebäude im Ortsteil Lipten der Gemeinde Bronkow im Landkreis Oberspreewald-Lausitz in Brandenburg. Es dient der Kirchengemeinde Lipten im Kirchenkreis Niederlausitz der Evangelischen Kirche Berlin-Brandenburg-schlesische Oberlausitz und ist ein eingetragenes Baudenkmal in der Denkmalliste des Landes Brandenburg.

## Geschichte und Architektur
Die Liptener Dorfkirche wurde im 14. Jahrhundert errichtet und ist ein ursprünglich rechteckiger Bau aus Feldsteinmauerwerk. Im 17. Jahrhundert wurde das Gebäude umfassend umgebaut, dabei wurden der quadratische Westturm und der dreiseitig geschlossene Altarraum angebaut. Im Verlauf des 18. Jahrhunderts wurden im Norden und Süden des Kirchenschiffs eingeschossige Logen mit hohen Walmdächern angebaut, bei den Logen handelt es sich um Fachwerkbauten mit Ziegelausfachung. Mitte der 1990er Jahre wurde das Kirchengebäude saniert.
Die Fenster der Dorfkirche Lipten wurden stichbogig vergrößert und haben geputzte Gewände. An der Südwand ist noch ein ehemaliges Spitzbogenfenster zu erkennen Der Turm hat ein Satteldach und spitzbogige Schallluken mit Maßwerk aus Backstein und niedrigem Teilungspfosten. Die flache Decke im Innenraum ist verputzt. Dort steht eine Hufeisenempore, die inschriftlich auf das Jahr 1759 datiert ist. Zur Ausstattung gehört ein aus dieser Zeit stammender Kanzelaltar mit steiler Ädikula und geschwungenem Kanzelkorb. Die Öffnungen der Patronatslogen sind verglast, in der Tür der nördlichen Loge ist eine Grisaillemalerei. Die sechseckige Taufe wurde um 1800 gebaut.